# Ashley Biden
Ashley Blazer Biden (Wilmington, 1981. június 8. –) amerikai szociális munkás, aktivista, filantróp és divattervező. 2014 és 2019 között a Delaware Igazságügyi Központ ügyvezető igazgatója volt. A központban végzett adminisztratív feladatait megelőzően a Delaware-i Gyermekekkel, Ifjúsággal és Családjaikkal kapcsolatos Szolgáltatások Osztályán dolgozott. Megalapította a Livelihood divatcéget, amely a Gilt Groupe online kiskereskedővel együttműködve gyűjt pénzt olyan közösségi programokra, amelyek a jövedelmi egyenlőtlenségek felszámolására összpontosítanak az Egyesült Államokban. A céget a New York-i divathéten indította el 2017-ben.

## Fiatalkora, családja
1981. június 8-án született a delaware-i Wilmingtonban. Joe Biden és Jill Biden lánya. Féltestvérei Hunter Biden és néhai Beau Biden, akik apja Neilia Hunterrel kötött első házasságából származnak. Edward Francis Blewitt dédunokája. Apja oldaláról angol, francia és ír, míg édesanyja oldaláról angol, skót és szicíliai felmenőkkel rendelkezik.
Katolikus hitben nevelkedett, és a delaware-i Greenville-ben, a Brandywine-i Szent József-templomban keresztelték meg. Gyermekkorában apja Delaware állam szenátora volt, míg édesanyja oktatóként dolgozott.

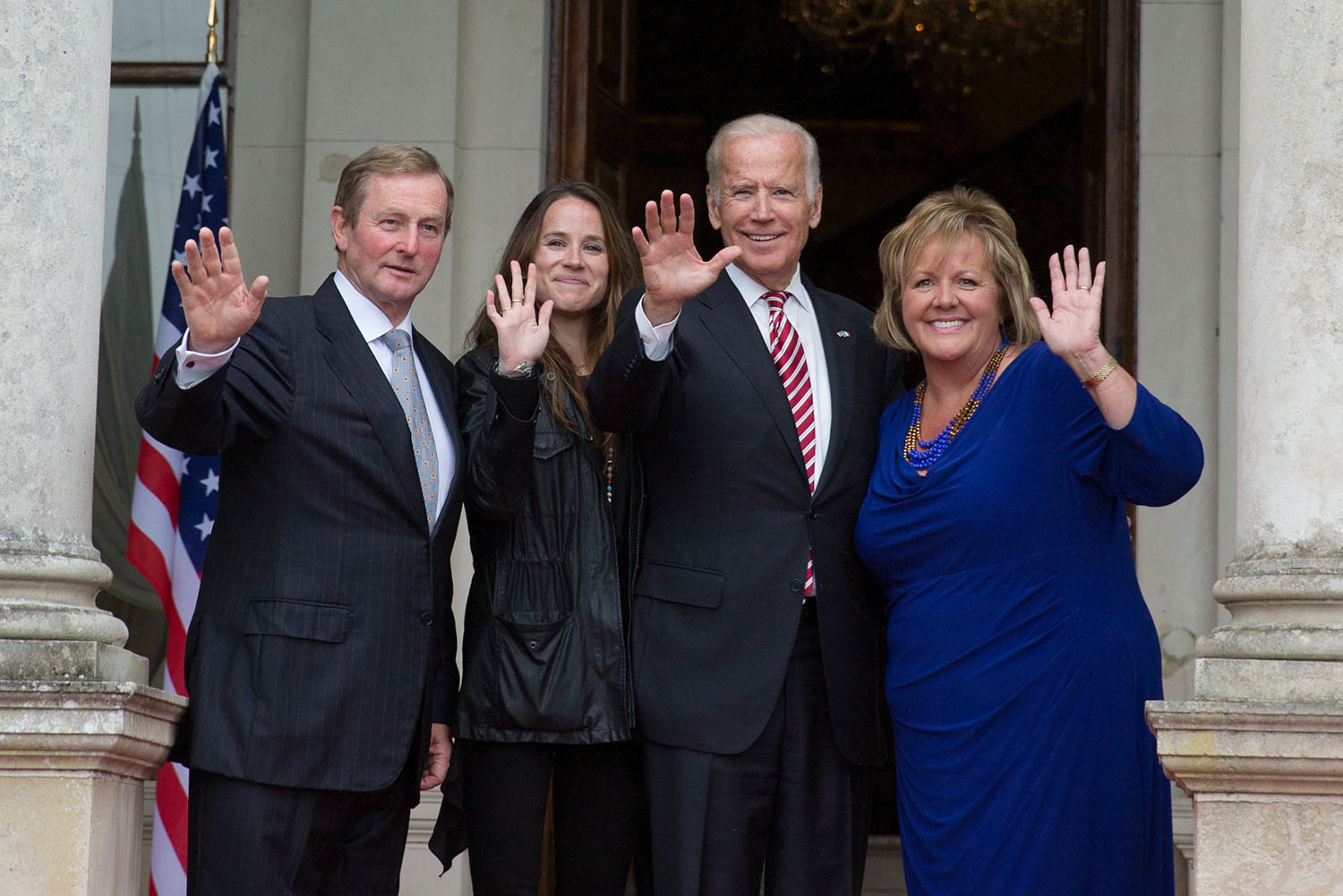
Enda Kenny, Ashley Biden, Joe Biden és Fionnuala Kenny Farmleigh-ben 2016-ban

Biden a Wilmington Friends School-ba járt, amely a Wilmingtoni Vallásos Baráti Társaság által vezetett magániskola. Iskolája lacrosse és mezei jégkorong csapataiban is játszott. Amikor általános iskolás volt, rádöbbent, hogy a Bonne Bell kozmetikai cég állatokon teszteli a termékeit. Levelet írt a cégnek, amelyben felkérte őket, hogy változtassák meg az állatkísérletekkel kapcsolatos politikájukat. Később bekapcsolódott a delfinek védelmébe, amely arra inspirálta apját, hogy Barbara Boxer kongresszusi képviselővel közösen dolgozzon az 1990-es, a delfinek védelméről szóló fogyasztói tájékoztatási törvény megírásában és elfogadásában. Biden megjelent az Egyesült Államok Kongresszusának tagjai előtt, hogy lobbizzon a jogszabály mellett.

## Tanulmányai, karrierje
A Tulane Egyetemen kulturális antropológiát tanult. A főiskola első évében a Girls Incorporated (ma Kingswood Academy) munkatársaként dolgozott tábori tanácsadóként. Ő is részt vett a Georgetowni Egyetem nyári programjában, ahol Anacostiából érkező fiatalokkal dolgozott együtt. Az egyetem elvégzése után néhány hónapig pincérnő volt egy Wilmington-i pizzázóban, mielőtt megkezdte szociális munkáját. A Philadelphia-i Kensingtonba költözött, ahol klinikai támogatási szakemberként kezdett el dolgozni a Northwestern Human Services Children’s Reach Clinic-ben, segítve a fiatalokat és családjaikat a forrásokhoz való hozzáférésben, valamint együttműködött pszichiáterekkel és terapeutákkal. A Pennsylvaniai Egyetemen 2010-ben szociális munkás mesterdiplomát szerzett. Egyike volt annak a tizenkét diplomásnak, akik megkapták a John Hope Franklin Combating American Racism Award-ot.

### Szociális munka és aktivizmus
Biden szociális igazságügyi aktivistaként és szociális munkásként dolgozik. A diploma megszerzése után elhelyezkedett a West End Neighborhood House nonprofit szervezetnél mint foglalkoztatási és oktatási kapcsolattartó, aki dönt arról, hogy a fiatalok milyen foglalkoztatási és munkaképességet fejlesztő programokban vehetnék részt. Tizenöt évig dolgozott szociális munkásként a Delaware-i Gyermekekkel, Ifjúsággal és Családjaikkal kapcsolatos Szolgáltatások Osztályán. Miközben a szervezetnél dolgozott, létrehozott olyan programokat fiatalok számára, amelyek a fiatalkorúakat érintő igazságszolgáltatásra, a nevelőszülői gondozásra és a mentális egészségre összpontosítottak. 2008-ban az osztályon végzett munkájának köszönhetően felkerült a Delaware Today »40 People to Watch« listájára. 2012-ben csatlakozott a Delaware Igazságügyi Központhoz igazgatóhelyettesként, ahol az állam büntető igazságszolgáltatási reformjára összpontosított. Segített olyan programok és szolgáltatások létrehozásában és lebonyolításában, amelyek központjában a közoktatás, a felnőtt áldozatokkal kapcsolatos segítség, a fegyveres erőszak, a bebörtönzött nők és a közösségbe való visszatérés állt. A központ összes közvetlen szolgáltatási programját felügyelve Biden bűncselekmények áldozataival, elítélt fiatalokkal, idős fogvatartottakkal, próbaidőre és feltételes szabadlábra helyezett felnőttekkel, iskolakerülő fiatalokkal és a pennsylvaniai bíróságra került ügyfelekkel foglalkozott. 2014-ben a központ ügyvezető igazgatójává léptették elő, és 2019-ig ebben a minőségben dolgozott. Végrehajtotta a SWAGG: Student Warriors Against Guns and Gangs nevű programot, amelyet a Fiatalkorúak Igazságügyi és Bűnmegelőzési Hivatala hagyott jóvá. A program oktatási erőforrásokat és közösségi alapú támogató csoportokat biztosít az erőszakos bűncselekmények és a bandatevékenység felszámolására a New Castle megye-i fiatalok körében.

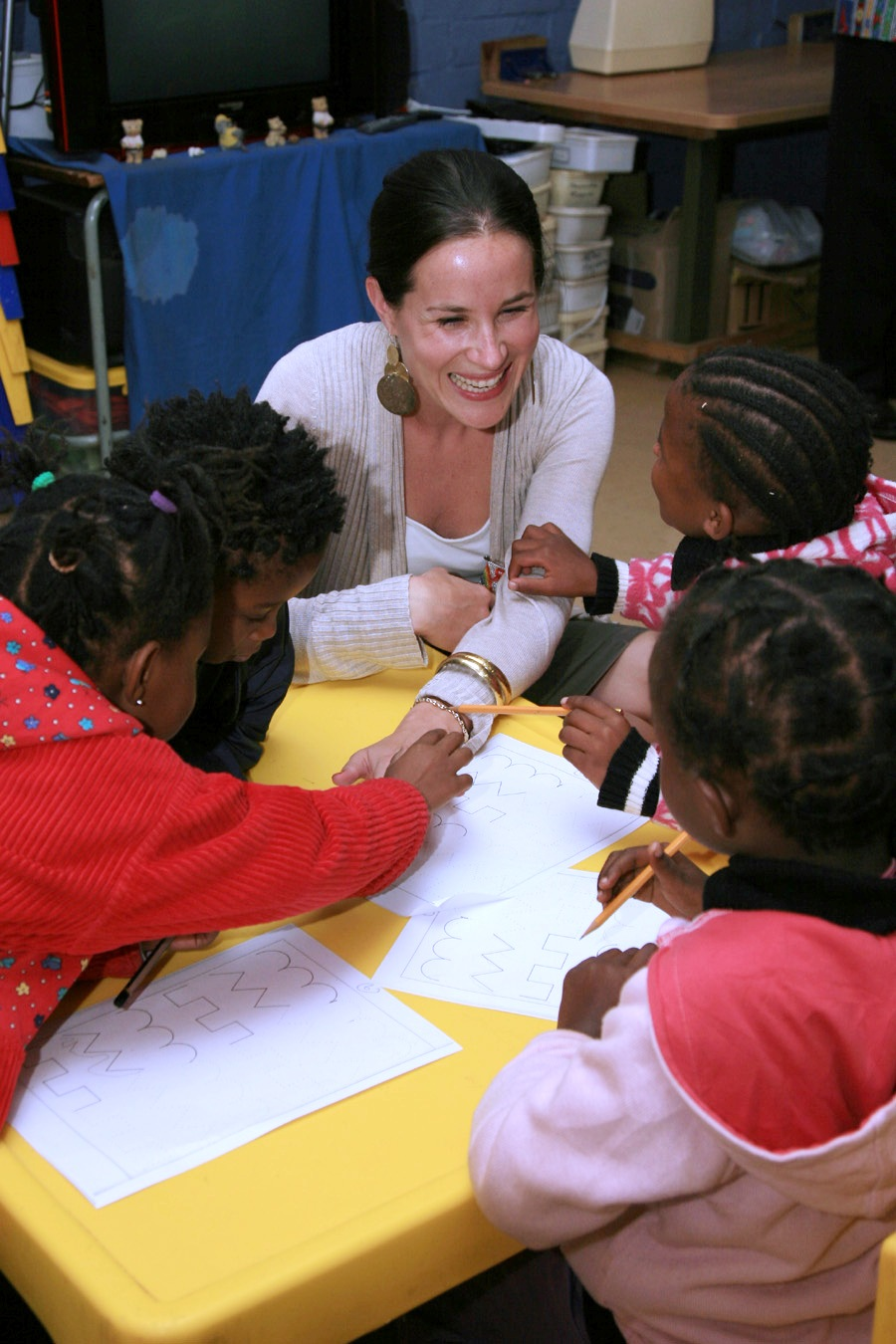
Biden gyerekekkel játszik a dél-afrikai Sowetóban, a Mapetla Day Care Centre-ben egy hivatalos látogatás alkalmával, 2010 júniusában

2014-ben Biden bírálta a halálbüntetést, kijelentve, hogy ez nem költséghatékony, és erőforrásokat pazarol, amelyeket az áldozatok segítésére és a bűnmegelőzésre lehet fordítani.
Megalapította a Young@Art programot, amely forrást és értékesítési lehetőséget biztosít a tanulók számára műalkotások elkészítésére, mialatt büntetésüket töltik, majd értékesíti a műveiket a társadalomban. A művekért kapott bevételek fele közvetlenül a művészek kezébe kerül, a másik felét pedig a program finanszírozására fordítják, amelyből művészeti eszközöket vásárolnak és a közösségi művészeti kiállításokon dolgozó fiatalok bérét fedezik. A program révén Biden üzleti és pénzügyi műveltségi ismereteket is tanít a hallgatóknak.

### Divat
2017-ben a New York-i divathét alkalmával a TriBeCa-i Spring Place-en elindította a Livelihood Collection etikus divatruházat-márkát. Az indító eseményen Biden szülei mellett számos híresség vett részt, többek között Olivia Palermo és Christian Siriano. A márka a Gilt Groupe-pal és Aubrey Plaza-val együttműködve 30 000 dollárt gyűjtött a Delaware Community Foundation számára. A Livelihood logóját, az "LH" betűket átszúró nyilat Biden féltestvére, Beau ihlette, aki 2015-ben agyrákban halt meg. Biden kijelentette, hogy "[Beau] volt az íjam. A rákja térdre kényszerített engem. Nem volt más választásom, mint előre lőni, tovább haladni, tovább törekedni az álmaim megvalósítására."
Biden azért hozta létre a márkát, hogy segítsen leküzdeni a jövedelmi és faji egyenlőtlenséget az Egyesült Államokban. A New York-i divathéten összegyűjt bevételt a rászoruló közösségek programjaira fordították. A márka a mai napig az eladásaiból befolyt pénz tíz százalékát a Washington szomszédságában található Anacostia és a Wilmingtonban található Riverside közösségi szervezeteknek ajánlja fel. A Livelihood termékei amerikai biopamutból az Egyesült Államokban készülnek. Azért döntött a kapucnis pulóverek tervezése mellett, h Úgy döntött, hogy kapucnis pulóvereket tervez a munkásmozgalomhoz fűződő kapcsolatuk és a társadalmi igazságosság mozgalmaival szembeni szimbolikus jelentőségük miatt. A márka honlapja információkat nyújt a polgári szerepvállalásról és a gazdasági igazságosságról.
Colleen Atwood, Barbara Tfank, Rachel Zoe, Bibhu Mohapatra, Betsey Johnson, Calvin Klein, Oscar de la Renta, Anna Sui, Paul Tazewell, valamint más tervezők és divatházak mellett ruhákat tervezett a Peanuts 12 inches Snoopy és Belle karaktereket megformáló vinil babáknak a 2017-es Snoopy and Belle in Fashion kiállításra. A kiállítás 2017. szeptember 7-én indult a manhattani Brookfield Place-en. A kiállítás a Los Angeles-i San Diegóban és az Egyesült Államok számos más városában turnézott, majd 2017. október 1-jén fejeződött be.
2020 júniusában megtervezte a washingtoni Hamilton Hotel személyzetének egyenruháit a Livelihood kollekció részeként. Az egyenruhákat egy zártkörű rendezvényen mutatták be. A szálloda 15 000 dollárt ajánlott fel a Livelihood számára.

## Magánélete

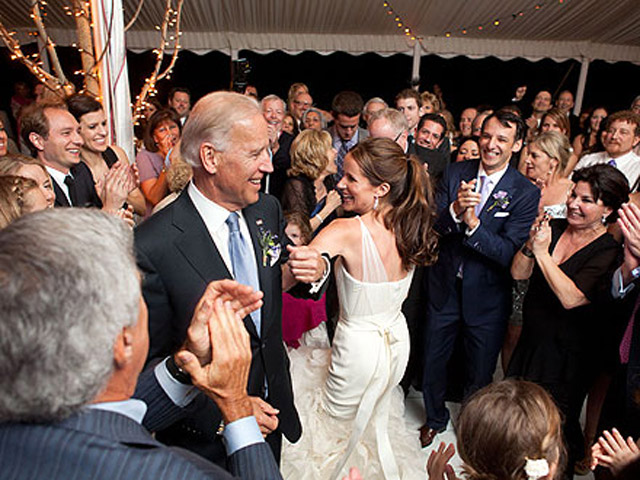
Ashley Biden az apjával hórát táncol az esküvői fogadásán

2002-ben Bident letartóztatták Chicagóban, és egy rendőr akadályozásával vádolták meg. Amikor elhagyta a Divison Street-i klubot, egy barátja, John Kaulentis üdítős dobozt dobott egy rendőrre, mert az azt mondta neki, hogy maradjon egy barikád mögött, amelyet azért állítottak fel, hogy a klub vendégeit távol tartsa az utcától. A helyzet később fokozódott, és egy másik barát, Kelly Donohoe megütötte a tisztet. Amikor Kaulentist és Donohoe-t őrizetbe vették, Biden állítólag "verbálisan megfélemlítette" a tisztet, s emiatt letartóztatták. Mindhármukat szabadon engedték.
2009-ben egy barátja megpróbált eladni egy videót a New York Post-nak 2 000 000 millió dollárért, amelyen állítólag Biden kokaint fogyaszt egy partin. Az alkudozás során 400 000 dollárra csökkentették az árat, de a bulvárlap elutasította az ajánlatot, és inkább az állítólagos videóról szóló történetet tette közzé. Miután a New York Post publikálta a történetet, kiderült, hogy Bident 1999-ben letartóztatták New Orleans-ban marihuána birtoklása miatt, de a vádakat elvetették és Bident szabadon engedték.
2010-ben kezdett randevúzni Howard Kerin plasztikai sebész és fül-orr-gégész szakorvossal, akinek testvére, Beau mutatta be. Katolikus-zsidó vegyes ceremónián házasodtak össze a Brandywine-i Szent József templomban. Férje a Philadelphia-i Thomas Jefferson Egyetemi Kórházban dolgozik, és az arc-, plasztikai és rekonstruktív sebészet adjunktusa a Thomas Jefferson Egyetemen.
Biden gyakorló katolikus. 2016-ban csatlakozott férjéhez, apjához és bátyjához, s részt vettek a Vatikánban Ferenc pápa privát audienciáján.
2020 augusztusában Biden beszélt a Demokrata Nemzeti Konvención, mielőtt apja elfogadta a Demokrata Párt elnöki jelölését. Augusztus 6-án Wisconsin Women for Biden címmel eseményt szervezett, hogy megvitassa az apja kampánya által kiadott Women's Agenda-t és felhívja a figyelmet az Egyesült Államok 2020-as elnökválasztásán a nőket érintő ügyekre.

## Fordítás
- Ez a szócikk részben vagy egészben  az   Ashley Biden című angol Wikipédia-szócikk ezen változatának fordításán alapul.  Az eredeti cikk szerkesztőit annak laptörténete sorolja fel. Ez a jelzés csupán a megfogalmazás eredetét és a szerzői jogokat jelzi, nem szolgál a cikkben szereplő információk forrásmegjelöléseként.